# ضریب آلوده‌سازی
ضریب آلوده‌سازی (به انگلیسی: Multiplicity of infection) (مخفف انگلیسی: MOI) در میکروبیولوژی به نسبت عوامل عفونی (همچون باکتری، ویروس یا فاژ) اهداف عفونی را گویند. به عنوان مثال، هنگام تلقیح مجموعه‌ای از سلول‌ها با ذرات ویروس، ضریب آلوده‌سازی یا MOI نسبت تعداد ذرات ویروس به تعداد سلولهای هدف موجود در مجموعه تعریف شده‌است. تعداد واقعی ویروس‌ها یا باکتری‌هایی که وارد هر سلول می‌شوند یک فرایند تصادفی به نظر می‌رسد: برخی از سلول‌ها ممکن است بیش از یک عامل عفونی را جذب کنند در حالی که برخی دیگر ممکن است هیچ‌یک را جذب نکنند. با افزایش ضریب آلوده‌سازی احتمال آلوده بودن سلول از بیش یک سلول نیز افزایش می‌یابد.
| ضریب آلوده‌سازی (MOI) | درصد آلوده‌سازی |
| -------------------- | -------------- |
| ۱٫۰                  | ۶۳٫۲٪          |
| ۲٫۰                  | ۸۶٫۵٪          |
| ۳٫۰                  | ۹۵٫۰٪          |
| ۴٫۰                  | ۹۸٫۲٪          |
| ۵٫۰                  | ۹۹٫۳٪          |
| ۶٫۰                  | ۹۹٫۸٪          |
| ۷٫۰                  | ۹۹٫۹٪          |
| ۸٫۰                  | ~۱۰۰٫۰٪        |